# فرار از اردو
فرار از اردو فیلمی به کارگردانی و نویسندگی غلامرضا رمضانی و تهیه‌کنندگی حسن آقاکریمی ساخته سال ۱۳۹۳ است. این فیلم در ۱۹ آبان ۱۳۹۵ در سینماهای ایران اکران شده‌است.

## خلاصه فیلم
گروهی از دانش‌آموزان برای اردویی دو روزه به شمال کشور می‌روند که در آستانه رفتن به سمت دریا برنامه آنها توسط مسؤلین مدرسه تغییر می‌کند، که این تغییر برنامه مسایل و مشکلاتی را در پی دارد.

## بازیگران
- محمد بحرانی
- سیروس همتی
- شکرخدا گودرزی
- علیرضا مهران
- حمیدرضا فلاحی
- حمید یوسفی
- حسین آقایی
- عباس میرجینی
- سید مجتبی موسوی
- احمدرضا علیخانی
- کیارش رادمان
- علی‌اکبر امامی
- سید علیرضا گلابی

## جشنواره‌ها و جوایز
- برنده پروانه زرین بهترین کارگردانی: غلامرضا رمضانی در جشنواره بین‌المللی فیلم‌های کودکان و نوجوانان[۱]
- چهارمین فیلم از نگاه مردمی (۲٫۸۷) در سی و سومین دوره جشنواره فیلم فجر